# Tadibastet III
Tadibastet o Tadibast III (t3-dỉ-b3stt) va ser una reina egípcia del final del Tercer Període Intermedi, durant la XXII Dinastia.

## Identificació
Només és coneguda per una ègida d'electre de Sekhmet trobada a Bubastis i avui exhibida al Louvre. A l'ègida, a Tadibastet se l'anomena mwt-nTr ḥmt-nswt Tȝ-di-Bȝstt ˁnḫ-ti (Mare divina, esposa del rei Tadibast(et), que visqui). Al costat d'aquesta inscripció, una altra simplement informa "Fill de Ra, Osorkon, per sempre", el que fa creure que un faraó anomenat Osorkon va ser el seu fill.
|                      |     |   |    |    |    |
| \| \| \| \| \| \| \| |     |   |    |    |    |
|                      |     |   |    |    |    |
| N41 · t              | M23 | t | G1 | X8 | W2 |

| N41 · t | M23 | t | G1 | X8 | W2 |

|                      |     |   |    |    |    |
| \| \| \| \| \| \| \| |     |   |    |    |    |
|                      |     |   |    |    |    |
| N41 · t              | M23 | t | G1 | X8 | W2 |

| N41 · t | M23 | t | G1 | X8 | W2 |

|                      |     |   |    |    |    |
| \| \| \| \| \| \| \| |     |   |    |    |    |
|                      |     |   |    |    |    |
| N41 · t              | M23 | t | G1 | X8 | W2 |

| N41 · t | M23 | t | G1 | X8 | W2 |

|                      |     |   |    |    |    |
| \| \| \| \| \| \| \| |     |   |    |    |    |
|                      |     |   |    |    |    |
| N41 · t              | M23 | t | G1 | X8 | W2 |

| N41 · t | M23 | t | G1 | X8 | W2 |

Es coneixen diversos reis anomenats Osorkon, però l'únic que el nom de la mare encara es desconeix és Osorkon IV. En general s'assumeix avui en dia que Tadibastet III era la seva mare.
Sobre aquesta base, el marit reial de Tadibastet podria haver estat el rei Xeixonq V de la dinastia XXII, que era el suposat pare i predecessor d'Osorkon IV, però aquesta identificació no és tan senzilla a causa de l'existència de l'ombrívol rei Pedubast II el regnat del qual de vegades es col·loca. entre Xeixonq V i Osorkon IV.